# 楊波·貝蒙
楊波·貝蒙（法語：Jean-Paul Belmondo，1933年4月9日—2021年9月6日），出生於法國塞纳河畔纳伊，法國電影演員，動作片演員；父親是法國著名雕塑家保羅·貝蒙。早年多拍攝文藝片，於1960年擔綱演出法國新浪潮名導尚盧·高達名作《斷了氣》而聲名大噪。1970年代後多拍攝警匪片和冒險片。
2021年9月6日，他於巴黎家中病逝，終年88歲。法國官方在巴黎榮軍院以國葬禮儀悼念楊波貝蒙。

## 出演的著名影視劇
- 1960年 斷了氣
- 1961年 Léon Morin, Priest（英语：Léon Morin, Priest）
- 1961年 女人就是女人
- 1962年 Un singe en hiver（英语：A Monkey in Winter (film)）
- 1962年 大盗賊 Cartouche (film)（英语：Cartouche (film)）
- 1963年 L'Aîné des Ferchaux（英语：Magnet of Doom）
- 1965年 狂人皮埃羅
- 1966年 巴黎戰火（英语：Is Paris Burning? (film)）
- 1968年 Ho!（英语：Ho!）
- 1969年 大腦 Le Cerveau（英语：The Brain (1969 film)）
- 1970年 Borsalino (film)（英语：Borsalino (film)）
- 1972年 Docteur Popaul（英语：Dr. Popaul）
- 1973年 L'Héritier（英语：The Inheritor）
- 1974年 Stavisky（英语：Stavisky）
- 1975年 Peur sur la ville（英语：Fear Over the City）
- 1981年 Le Professionnel（英语：The Professional (1981 film)）
- 1982年 L'as des as（英语：Ace of Aces (1982 film)）
- 1983年 Le Marginal（英语：Le Marginal）
- 1988年 Itinéraire d'un enfant gâté（英语：Itinerary of a Spoiled Child）
- 1995年 悲慘世界
- 2001年 Ferchaux
- 2009年 男人與狗（英语：A Man and His Dog），此片為楊波·貝蒙之電影告別作

## 獎項
- 兩度入圍英國電影學院獎最佳外籍演員[6]
- 1989年榮膺法國凱撒獎最佳男主角[6]
- 2016年获颁荣誉金狮奖

## 腳註
1. ↑  Frodon, Jean-Michel. . Le Monde. 2021-09-06  [2021-09-06]. （原始内容存档于2022-01-16） （法语）.
2. ↑  . 中央社.   [2021-09-09]. （原始内容存档于2021-09-09）.
3. ↑  . 法國國際廣播電台.   [2021-09-09]. （原始内容存档于2021-09-09）.
4. ↑  Claire Bommelaer. . 费加罗报. 2021-09-07  [2021-09-09]. （原始内容存档于2022-03-26） （法语）.
5. ↑  . Le Monde. 2021-09-09  [2021-09-09]. （原始内容存档于2021-10-01） （法语）.
6. 1 2  . IMDb.   [2013-03-20]. （原始内容存档于2013-06-05）.（英文）